# Amtsgericht Burgebrach
Das Amtsgericht Burgebrach war ein von 1879 bis 1932 existierendes bayerisches Gericht der ordentlichen Gerichtsbarkeit mit Sitz in Burgebrach.

## Geschichte
Anlässlich der Einführung des Gerichtsverfassungsgesetzes am 1. Oktober 1879 wurde in Burgebrach ein Amtsgericht errichtet, dessen Bezirk aus dem vorherigen Landgerichtsbezirk Burgebrach gebildet wurde und somit die damaligen Gemeinden Ampferbach, Aschbach, Birkach, Buch, Burgebrach, Burgwindheim, Ebrach, Eckersbach, Grasmannsdorf, Großbirkach, Großgressingen, Grub, Halbersdorf, Ilmenau, Kötsch, Koppenwind, Mönchherrnsdorf, Mönchsambach, Neudorf, Oberharnsbach, Oberköst, Reichmannsdorf, Schönbrunn im Steigerwald, Stappenbach, Steinsdorf, Treppendorf, Untermelsendorf, Unterneuses, Untersteinach, Unterweiler, Vollmannsdorf, Zettmannsdorf und Ziegelsambach umfasste. Übergeordnete Instanz war das Landgericht Bamberg. Mit Wirkung vom 1. Januar 1932 wurde das Amtsgericht Burgebrach aufgehoben und dessen Bezirk mit dem Bezirk des Amtsgerichts Bamberg vereinigt.